# Robert David Hall
Robert David Hall (ur. 9 listopada 1947 w East Orange) – amerykański aktor filmowy i telewizyjny.

## Filmografia
- Here Come the Littles (1985) jako Dinky Little (głos)
- Precedensowa sprawa (Class Action, 1991) jako Steven Kellen
- Pewnego razu w lesie (Once Upon a Forest, 1993) jako kierowca (głos)
- Wyśniona kochanka (Dream Lover, 1994) jako doktor Sheen
- Andersonvile (Andersonville, 1996) jako Samson
- Więzienne tajemnice (Prison of Secrets, 1997) jako sędzia
- Żołnierze kosmosu (Starship Troopers, 1997) jako Rekrutujący sierżant
- Negocjator (The Negotiator, 1998) jako sierżant Cale Wangro
- The Burkittsville 7 (2000) jako David Hooper
- CSI: Kryminalne zagadki Las Vegas (CSI: Crime Scene Investigation, 2000) jako doktor Al Robbins
- My Father's House (2002) jako człowiek o kulach
- The Eavesdropper (2004) jako doktor Mardson
- The Gene Generation (2006) jako Abraham